# Freeman Gosden
Freeman Gosden (5 de mayo de 1899 – 10 de diciembre de 1982) fue un humorista y actor radiofónico de nacionalidad estadounidense, pionero en el desarrollo de las sitcom. Es conocido por su trabajo en la serie radiofónica y televisiva Amos 'n' Andy.

## Biografía
Su nombre completo era Freeman Fisher Gosden, y nació en Richmond, Virginia. Durante la Primera Guerra Mundial sirvió en la Armada de los Estados Unidos como operador de radio, lo cual le llevó a interesarse por el entonces joven medio radiofónico. Mientras estudiaba en Richmond, Gozzie, como también era conocido, trabajaba a tiempo parcial en la Tarrant's Drug Store.
En 1921, Gosden cooperó en la radio por vez primera con Charles Correll, presentando números cómicos y programas de variedades. Ambos se conocieron en Durham (Carolina del Norte), trabajando para la Joe Bren Producing Company. Su primer programa de carácter regular, Correll and Gosden, the Life of the Party, se radió en 1925 en la emisora de Chicago WEBH. En el show decían chistes, cantaban y tocaban música (Correll tocaba el piano y Gosden el banjo).
En 1926, Gosden y Correll consiguieron un éxito radiofónico con su show Sam & Henry, que se podía escuchar en la emisora de Chicago WGN. Sam & Henry es considerado por algunos historiadores como la primera sitcom nunca emitida.
Desde 1928 a 1960, Gosden y Correll emitieron su programa Amos 'n' Andy, uno de los más famosos shows radiofónicos de los años 1930. Gosden daba voz a "Amos", "George 'Kingfish' Stevens", "Lightning", "Brother Crawford", y a casi una docena de otros personajes.
En 1969, a Gosden se le concedió una estrella en el Paseo de la Fama de Hollywood, en el 1777 de Vine Street, por su trabajo en la radio. En 1974 Gosden vivía en Palm Springs, California y fue el padrino de boda de Frank Sinatra en su matrimonio en 1976 con Barbara Marx. En 1977, Correll fue admitido, junto con Gosden, en el Salón de la Fama de la National Association of Broadcasters.
Freeman Gosden falleció a causa de una insuficiencia cardíaca en Los Ángeles, California, en 1982, a los 83 años de edad. Sus restos fueron incinerados, y las cenizas entregadas a sus allegados. Gosden tuvo cuatro hijos: Virginia, Craig, Freeman, Jr., y Linda.